# Sun Yafang

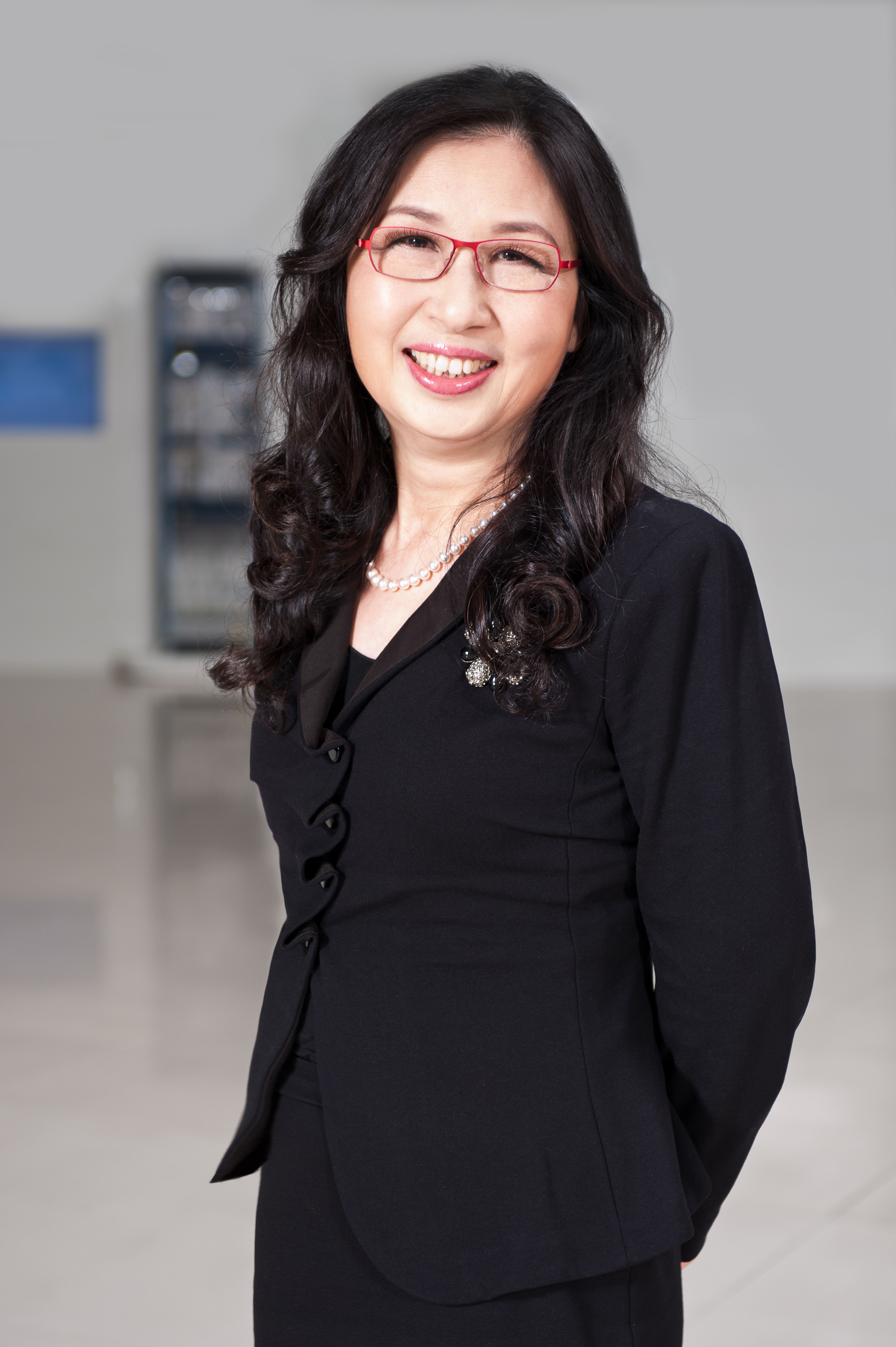
Sun Yafang

Sun Yafang (chinesisch 孙亚芳, * 1955) ist eine chinesische Ingenieurin und Managerin. Von 1999 bis März 2018 war sie Vorsitzende des Board of Directors (Chairwoman) des Telekommunikationsunternehmens Huawei. Sie wurde mehrfach in Ranglisten des Wirtschaftsmagazins Forbes geführt, darunter 2014 auf Platz 81 der Liste der Liste der 100 mächtigsten Frauen der Welt.

## Leben
Sun Yafang wurde 1955 geboren und schloss 1982 ein Bachelorstudium an der Chengdu University of Electronic Science and Technology (heute University of Electronic Science and Technology of China) ab. Nach Stationen als Technikerin in der staatlichen Xinxiang Liaoyuan Radio Factory (1982), als Lehrkraft am China Research Institute of Radio Wave Propagation (1983) und als Ingenieurin am Beijing Research Institute of Information Technology (1985) wechselte sie 1989 zu Huawei.

## Wirken
Bei Huawei bekleidete Sun verschiedene Führungsfunktionen, darunter Präsidentin Marketing & Sales, Direktorin des Training Centers, Präsidentin Einkauf, General Managerin des Büros Wuhan, Vorsitzende des Human-Resources-Komitees, Chair des Business Transformation Executive Steering Committee (BT-ESC), Chair des Strategy and Customer Standing Committee sowie Präsidentin der Huawei University. 1999 übernahm sie den Vorsitz des Board of Directors; im März 2018 trat sie zurück, ihr Nachfolger wurde Liang Hua, und Huawei stellte auf ein Rotationsmodell beim Vorsitz um. Sun engagierte sich außerdem in internationalen IKT-Gremien, u. a. als Kommissarin der ITU/UNESCO Broadband Commission for Sustainable Development.
Öffentliche Aufmerksamkeit erhielt Sun auch durch Berichte über US-Geheimdienstoperationen: Laut dem Nachrichtenmagazin DER SPIEGEL (2014) drang die NSA 2009 in Huaweis IT-Systeme ein und las u. a. E-Mails von Firmengründer Ren Zhengfei und der Verwaltungsratschefin Sun Yafang mit; Huawei wies außergewöhnliche Regierungsbeziehungen zurück.
2012 zeichnete die International Telecommunication Union (ITU) Sun Yafang mit dem World Telecommunication and Information Society Award aus (neben Cristina Fernández de Kirchner und Geena Davis). Forbes China führte sie 2014 und 2015 an der Spitze der Liste der einflussreichsten Geschäftsfrauen in China. In Europa trat sie u. a. 2018 im Rahmen eines Treffens mit der damaligen britischen Premierministerin Theresa May öffentlich auf.